# Xã Zilwaukee, Michigan
Xã Zilwaukee (tiếng Anh: Zilwaukee Township) là một xã thuộc quận Saginaw, tiểu bang Michigan, Hoa Kỳ. Năm 2010, dân số của xã này là 67 người.